# エンパイア・ステート・ビルディング
- エンパイア・ステイト・ビルディング
- エンパイヤー・ステート・ビルディング
- エンパイヤー・ステイト・ビルディング

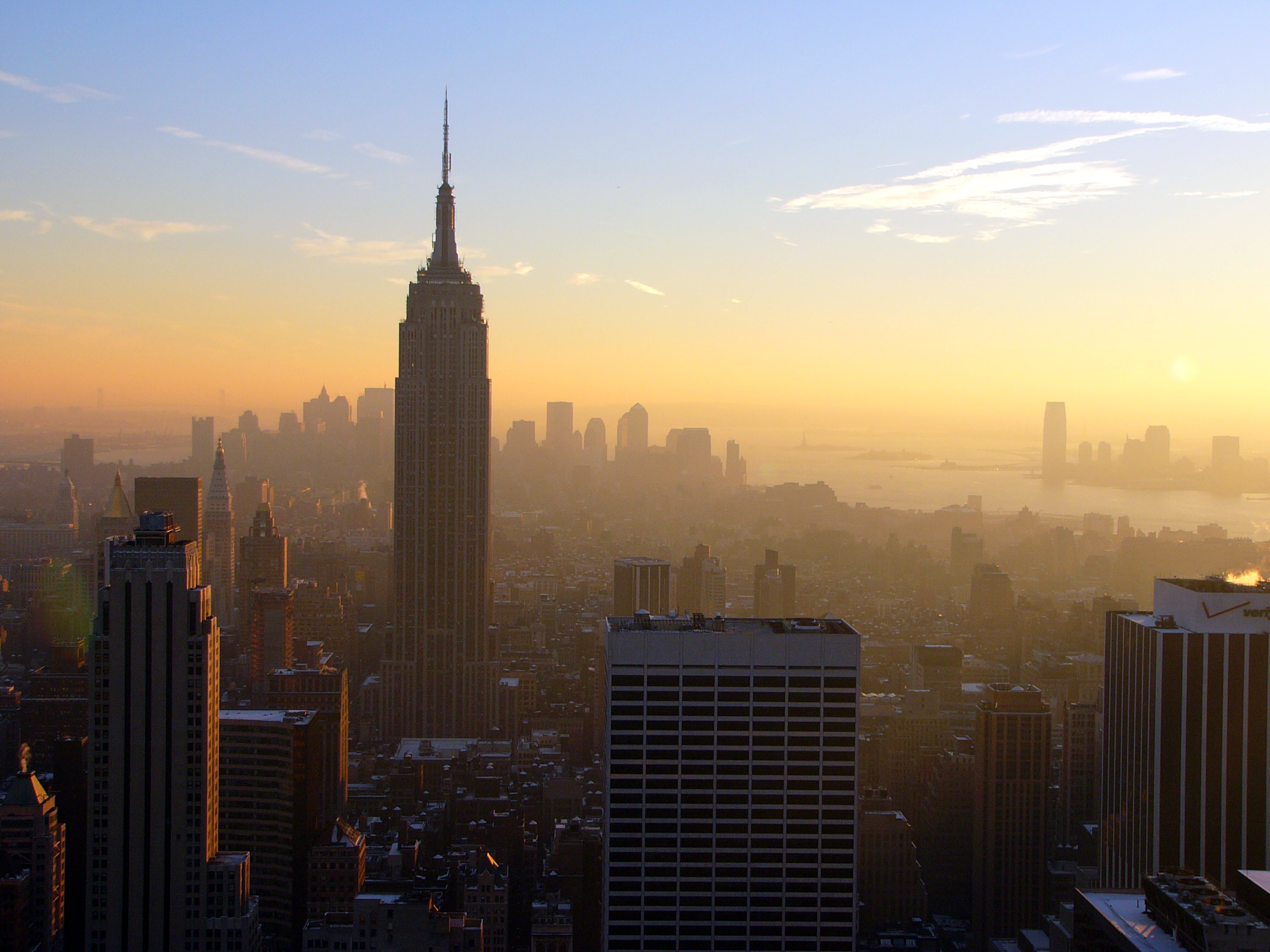
エンパイア・ステート・ビルの夕景

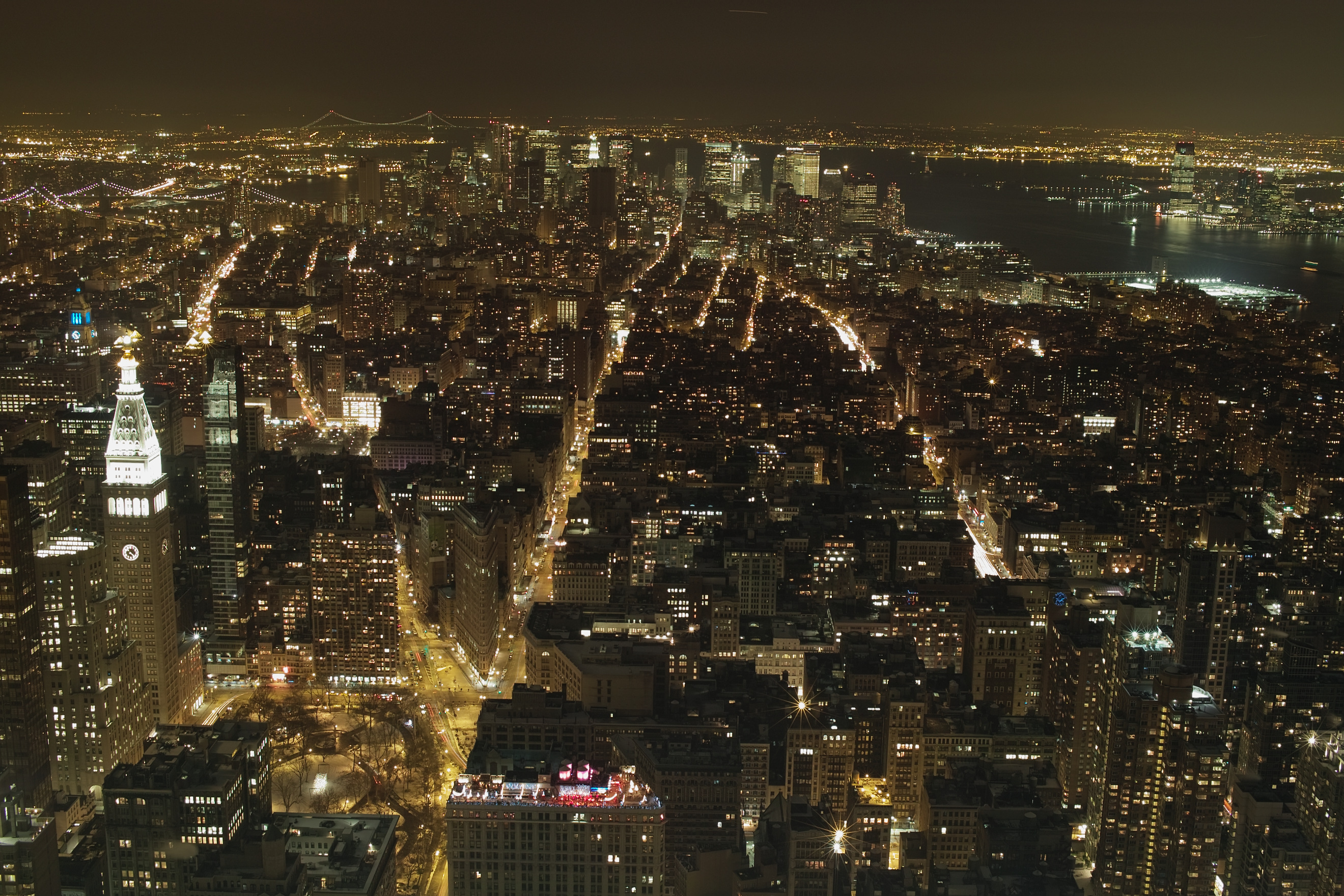
86階にある展望台からの夜景（南方向）

エンパイア・ステート・ビルディング（英: Empire State Building）は、アメリカ合衆国のニューヨーク州ニューヨーク市マンハッタン区にある超高層ビル。
「エンパイア・ステート（帝国州）」は、ニューヨーク州の異名である。

## 歴史
建築家集団、リッチモンド・H・シュリーブ、ウィリアム・F・ラム、アーサー・L・ハーモン（シュリーブ・ラム&ハーモン）の3名によって設計されたエンパイア・ステート・ビルディングは、マンハッタン島を代表する高級ホテルであるウォルドルフ＝アストリアの跡地に建設された。低層部や最頂部には、当時世界的に流行したアール・デコ様式が採用されている。建設はニューヨーク州知事を務めたアル・スミスの指示によるものであった。
工事はクライスラー・ビルディングから「'世界一の高さのビル」の称号を奪うために急ピッチで行われ、1931年に竣工したが、世界恐慌の影響でオフィス部分は1940年代まで多くが空室のままであった。そのため、「エンプティー・ステート・ビルディング（"Empty State Building"、空っぽのビル）」と揶揄されることもあったが、戦後は多くの人々が訪れる観光名所となり、1972年にワールドトレードセンターのノースタワーが竣工するまでの42年間、世界一の高さを誇るビルとなっていた。完成して55年が経った1986年には、アメリカ合衆国国定歴史建造物に指定されるなど、ニューヨークのシンボルの一つとして認知されていった。
2001年9月11日のアメリカ同時多発テロ事件において、ワールドトレードセンターが複数の旅客機を用いた体当たり攻撃を受け、内部に居た多数の利用者も巻き込みながら崩壊してしまった際には、ノースタワーを電波塔にしていた各局が放送不能となるが、WCBS-TVはエンパイア・ステート・ビルの電波塔を活用し、放送を続けた。事件後、WCBS-TVは被害を受けた各局に電波送信スペースの貸し出しを行った後、2005年より地上波テレビ各局の電波塔がこのビルに集約されることになった。
このテロ事件でワールドトレードセンターが崩壊したことにより、このビルが再びニューヨークで最も高いビルとなった。その跡地に建設中の1 ワールドトレードセンターのフロアの高さが2012年4月30日にエンパイアステートビルのフロアの高さを上回った。2013年5月10日には、アンテナを含めた最長部の高さも1ワールドトレードセンターがエンパイアステートビルを上回り、ニューヨークで最も高いビルの座は再び入れ替わった。

## 施設
ビルの総床面積は20万4,385m2におよび、質量は全体でおよそ33万 t ある。6,500個の窓や73基のエレベーター（貨物用の6基を含む）、1,860個の階段などで構成されている。
最上階である102階の床面は地上373.2m（1,224 ft）の高さにあり、軒高（本体構造物の最高所の地上高）は381.0m（1,250 ft）である。また、1950年代に付け加えられた上部付属施設である電波塔（67.7m〈222 ft〉）を併せた場合の地上高は443.2m（1,454 ft）である。
最上階付近一帯と電波塔にはイルミネーションによる光の演出が施されており、日によって色の変化を見せる（右上、テンプレートの画像を参照）。かつては尖塔部分に飛行船を係留できるようになっていた が、後に電波塔が設置され、テレビ・ラジオ用送信用アンテナ機材が取り付けられている。
頂上はニューヨーク・エリアにおけるテレビ・ラジオの電波塔としての役割も持っており、以前よりWCBS-TVがこのビルをサブの電波塔として利用していた（テロが起きるまでは、メインはワールドトレードセンターであった）。
近年の環境保護の動きを受け、エンパイア・ステート・ビルでは2009年以降省エネ化のための大改修を行い、エレベーターや窓ガラス、電球といった部分を省エネルギー化することで大幅な消費エネルギーの削減を目指している。
2013年にはエンパイア・ステート・ビルディングを中心とする不動産投資信託であるエンパイアステート・リアルティ・トラスト社がニューヨーク証券取引所に上場した。

## 展望台
エンパイア・ステート・ビルディングの屋外展望台は世界的に有名なもののひとつであり、1億1千万人を超える来場者が訪れている。ビルの86階(320m)にある屋外展望台からは窓越しではなく、直接ニューヨークの街を360度一望することができる。102階(381m)にある第二展望台は1999年に一度閉鎖されたが、2005年11月の再オープンより追加料金を支払うことで入場できるようになった。しかし86階のものと比べると非常に小さく、またガラスで完全に囲われたものであり、混雑する日（週末）には閉鎖されるので注意が必要である。その後、2019年10月には第二展望台が再改装され、周囲をすべて見渡すことが可能となった。展望台までのルートは、公式ウェブサイトによると、「ビルそれ自体と同じように有名」であるとしている。それはサイドウォークの列、ロビーエレベーターの列、チケット購入の列、第二エレベーターへ続く列、そしてエレベーターを降り展望台へと続く列の5つからなるものである。また特別料金を支払うことで列に並ばずに展望台へ行くことも可能。列の途中では記念写真の撮影があり、帰りの際には完成した写真をみて購入することができる。

## イベント
エンパイア・ステート・ビルディングはニューヨークを代表する建築物であり、さまざまな記念日やイベントに応じて多彩なライトアップが行われる。代表的なものだけでも、2016年12月のユニセフ創設70周年や、2015年3月17日の聖パトリックデー、2014年7月13日の2014 FIFAワールドカップにおけるドイツの優勝記念 など、ライトアップされる行事は多岐にわたる。2011年4月4日には、同年3月11日の東日本大震災に対する結束を示すため、日本国旗である日の丸の色にライトアップが行われた。逆に追悼や環境保護イベントのため消灯することも珍しくなく、2019年3月30日にはアースアワーのため消灯が行われ、2016年6月12日にはフロリダ州で起きた銃乱射事件の追悼のために消灯が行われた。
エンパイア・ステート・ビルディングでは年に一度、1階から86階の展望台まで駆け上がるレースが開催されており、2015年には第38回大会が行われた。

## 事故・事件

### B-25の衝突事故
1945年7月28日9時49分、濃い霧の中をニュージャージー州のニューアーク・リバティー国際空港に着陸しようとしたアメリカ陸軍の中型爆撃機 B-25が、79階の北側に衝突して機体が本ビル内に突入するという事故が起こった。79階で火災が発生し、衝突時の衝撃で機体から脱落したエンジンが破壊したエレベーター扉と同シャフトを経て80階へ延焼したが、約40分後に消火された。乗員3名を含む死者14名を出したものの、比較的小型の機体であった上に着陸直前で燃料残量が少なかったことから建物自体への損害は比較的少なく、事故後2日で営業を再開している。なお、この事故でエレベーター1基のケーブルが切断され、エレベーターガールを乗せたまま約300メートル落下した。エレベーターガールは全治8か月の重傷を負ったが一命を取りとめた。
9.11でビンラディンらが航空機突入の標的として本ビルを狙わなかったのは、この事件の教訓から「航空機を突入させても本ビルは倒壊に至らない可能性を考えたから」だという説がある。

### 1963年の火災
1963年1月9日に複数のフロアから同時に火災が発生した。当初、火災の発生した階は65階、66階、67階で、その後24階、25階、33階、55階、67階、の合計8つの階からの出火を確認。出火の原因はビルを縦に貫くパイプの中にある電線からの出火が疑われた。火災発生は早朝でビル利用者の多くが出勤する前だったので大きな混乱はなかった。この火災により同ビル内にあるテレビ局1局、ラジオ局2局が放送を停止するなどの被害がでた。

### 1997年の無差別発砲事件
1997年2月22日、69歳のパレスチナ人の元英語教師が86階の展望デッキで突然銃を取り出し、歩き回りながら約100人いた観光客に向かって無差別に発砲した。デンマーク出身のミュージシャンが死亡、6人が負傷した。犯人は銃乱射後、こめかみを撃って自殺を図り、病院に搬送されたが死亡した。銃のほか、ナイフと爆弾と声明文を所持していた。声明文には、シオニズムへの怒りと、アメリカ、フランス、イギリスのパレスチナ人に対する不当な扱いへの怒りが綴られていたが、公式発表では、あくまで政治的なものではなく、詐欺被害による金銭的な破綻が原因とされた。しかし、10年後の2007年、犯人の娘がデイリーニューズ紙のインタビューに答え、犯行の目的は政治的なもの（テロリズム）で、イスラエルを支援するアメリカへの報復としてエンパイアステートビルを破壊するつもりで行なったが、当時、この事件が和平交渉へ悪影響を及ぼすことを恐れたパレスチナ自治政府は母親（犯人の妻）へ虚偽の発言をするように指示したと述べている。

### かつての日本人オーナー
1990年、米国プルデンシャル・ファイナンシャルは1987年に10月19日に起きたブラックマンデーによるバブル崩壊後の逼迫した財政を立て直すために様々な事業を手放すなどしていた。1980年代に所有していたエンパイアステートビルを売却すると広告を出した際に、それを買ったのは横井英樹だった。横井は1982年に火災を起こした東京永田町のホテルニュージャパンのオーナーで、最高裁判決（1993年11月23日）までの間、様々な場所に居を構えていた。多くの希望入札価格が2500－3000万ドル台のところ、唯一4000万ドル台の価格提示をしたのが「中原キイ子」と名乗る日本人女性、つまり横井の愛妾（内縁の妻）の子で横井の代理人だった。こうして1991年8月23日、正式の調印式をもって横井英樹がこの摩天楼のオーナーになった。その後横井とキイ子が所有権を巡り血みどろの法廷闘争を引き起こし、その後漁夫の利を狙うニューヨークの不動産王ドナルド・トランプ（後の第45代・47代アメリカ合衆国大統領）が所有権をめぐって彼らと関わることになる。

## フィクション
エンパイア・ステート・ビルはさまざまな映画や小説に登場するが、有名な特撮映画『キングコング』もその一つである。人間の所業に怒り狂うコングは、エンパイア・ステート・ビルに故郷の断崖を見たか、外壁を剥がしつつよじ登り、頂上で野生を叫ぶ。しかし、文明の象徴でもあるその場で森の王者の命運は尽き、人々には問い掛けが残される。
なお、キングコングがこのビルに登ったのは、1933年製作のオリジナルと、2005年製作のオリジナルの筋立てに忠実なリメイク版の2回。1976年製作のリメイク版で登っているのは、ワールドトレードセンタービルであった。これにはエンパイア・ステート・ビルの関係者から「なぜうちに来ないのか」との抗議の声が挙がったという。
- キング・コング（1933年版）
- キングコング（1976年版）
- キング・コング（2005年版）

その他、エンパイア・ステート・ビルを舞台にした作品としては、1939年の『邂逅』が知られる。エンパイア・ステート・ビルで再会する約束をした男女の恋物語で、1957年と1994年に再映画化された名画である。
21世紀に入って以降は、イギリスBBC制作によるテレビドラマ『ドクター・フー』がある。2007年に制作された新シリーズシーズン3の第4話および第5話において、2007年のカナリー・ワーフから緊急時空移動で逃亡してきたダーレク4体が世界恐慌の最中にこのビルを建設、ここを拠点として人間とダーレクのハイブリッド種を創造し、種の復興と世界の支配を計画した。

## 20世紀のモニュメント
エンパイア・ステート・ビルは、米国土木学会(ASCE)によって2001年、20世紀の10大プロジェクトを選ぶ「モニュメント・オブ・ ザ・ミレニアム（Monument of the Millennium）」の「高層ビル」部門に選定された。これは、20世紀最高の高層ビルと認められたことを意味する。
なお、この「モニュメント・オブ・ザ・ミレニアム」は他に9つの部門を設けており、例えば「水路交通」部門ではパナマ運河、「ダム」部門ではフーバーダム、「空港の設計・開発」部門では関西国際空港が、「鉄道」部門には英仏海峡トンネル、「長大橋」部門にはゴールデンゲートブリッジが選定されている。

## ギャラリー
- 画像-1：エンパイア・ステート・ビルの全景
- 画像-2：ブロードウェイおよび34丁目の道路標識と、エンパイア・ステート・ビル
- 画像-3：イルミネーションに彩られたクリスマスのエンパイア・ステート・ビル
- 画像-4：真下から見上げたエンパイア・ステート・ビル
- 画像-5：ロックフェラー・センターから望むエンパイア・ステート・ビル
- 画像-6：ニュージャージー州から望む